# یان موشا
یان موشا (انگلیسی: Ján Mucha؛ زادهٔ ۵ دسامبر ۱۹۸۲) یک بازیکن فوتبال، و دروازه‌بان (فوتبال) اهل اسلواکی است.
از باشگاه‌هایی که در آن بازی کرده‌است می‌توان به باشگاه فوتبال ژیلینا، لگیا ورشو، و اورتون اشاره کرد.
وی همچنین در تیم ملی فوتبال اسلواکی بازی کرده‌است.